# Печу-Ноу (комуна)
Печу-Ноу (рум. Peciu Nou) — комуна у повіті Тіміш в Румунії. До складу комуни входять такі села (дані про населення за 2002 рік):
- Дініаш (1007 осіб)
- Печу-Ноу (2988 осіб)
- Синмартіну-Сирбеск (997 осіб)

Комуна розташована на відстані 416 км на захід від Бухареста, 21 км на південний захід від Тімішоари.

## Населення
За даними перепису населення 2002 року у комуні проживали 4992 особи.
Національний склад населення комуни:
| Національність   | Кількість осіб | Відсоток |
| ---------------- | -------------- | -------- |
| румуни           | 3773           | 75,6%    |
| серби            | 926            | 18,5%    |
| угорці           | 113            | 2,3%     |
| українці         | 80             | 1,6%     |
| німці            | 53             | 1,1%     |
| цигани           | 43             | 0,9%     |
| росіяни-липовани | 1              | < 0,1%   |
| словаки          | 1              | < 0,1%   |
| болгари          | 1              | < 0,1%   |
| євреї            | 1              | < 0,1%   |

Рідною мовою назвали:
| Мова       | Кількість осіб | Відсоток |
| ---------- | -------------- | -------- |
| румунська  | 3826           | 76,6%    |
| сербська   | 904            | 18,1%    |
| угорська   | 104            | 2,1%     |
| українська | 72             | 1,4%     |
| німецька   | 45             | 0,9%     |
| циганська  | 39             | 0,8%     |
| словацька  | 1              | < 0,1%   |
| болгарська | 1              | < 0,1%   |

Склад населення комуни за віросповіданням:
| Релігія                                       | Кількість осіб | Відсоток |
| --------------------------------------------- | -------------- | -------- |
| православні                                   | 4349           | 87,1%    |
| п'ятдесятники                                 | 296            | 5,9%     |
| римо-католики                                 | 170            | 3,4%     |
| греко-католики                                | 81             | 1,6%     |
| реформати                                     | 36             | 0,7%     |
| бретрени                                      | 20             | 0,4%     |
| адвентисти                                    | 14             | 0,3%     |
| баптисти                                      | 10             | 0,2%     |
| атеїсти                                       | 4              | 0,1%     |
| не релігійні                                  | 2              | < 0,1%   |
| унітарії                                      | 1              | < 0,1%   |
| лютерани (Синодально-пресвітеріанська церква) | 1              | < 0,1%   |